# Juan de Mata
Juan de Mata (Faucon, Provenza, Francia, h. 1150 – Roma, Italia, 17 de diciembre de 1213) fue un religioso francés, fundador, junto con san Félix de Valois, de la Orden Trinitaria.

## Biografía

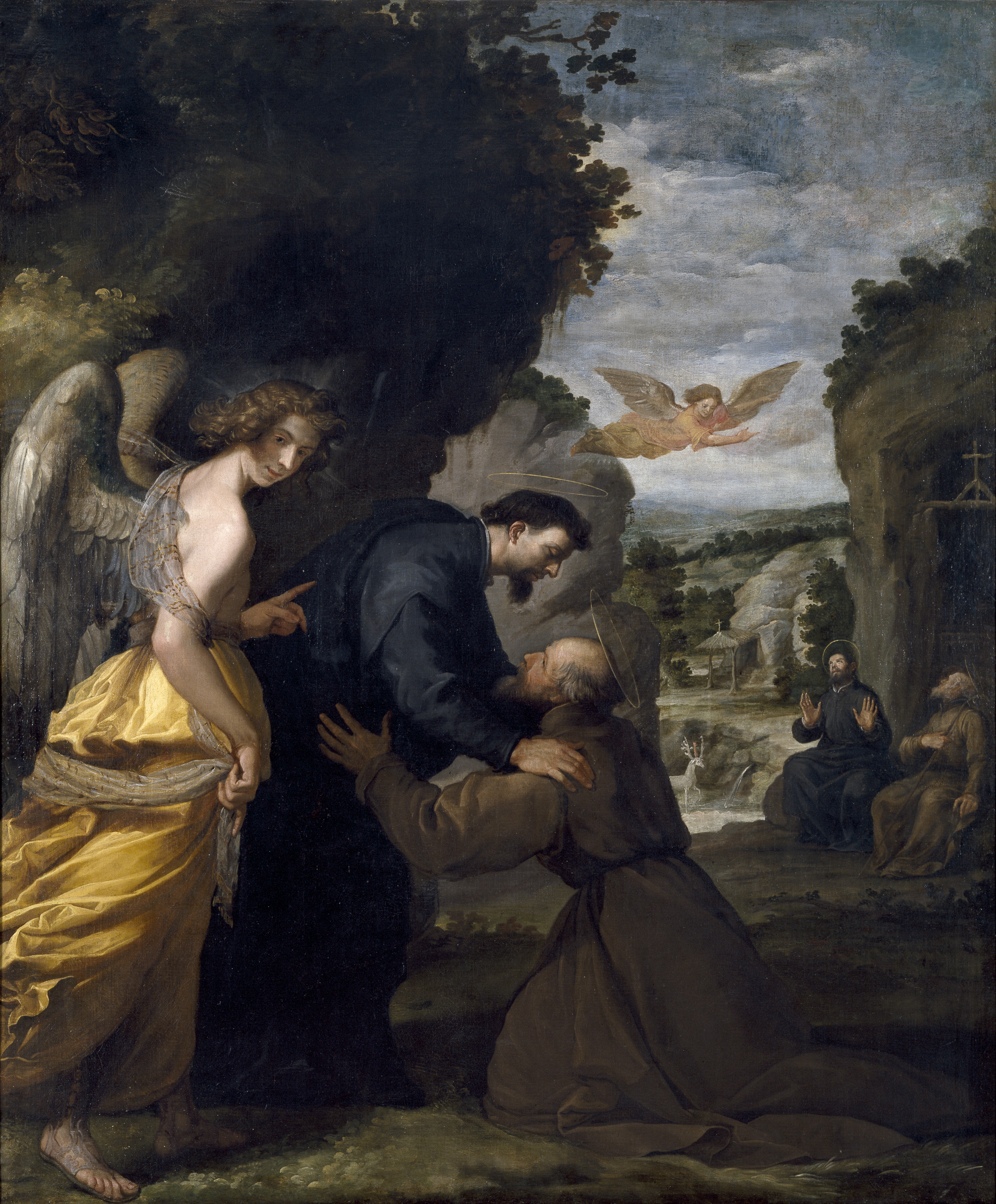
Vicente Carducho: Encuentro de san Juan de Mata y san Félix de Valois, Museo del Prado.

Se cree que realizó sus primeros estudios (gramática) en su pueblo natal. Luego aprendió artes liberales y filosofía, hasta la edad aproximada de 20 años, una parte en Aix-en-Provence, capital de la Provenza, y otra en Marsella. En esta última ciudad, su madre lo acercó al conocimiento y al amor de los pobres y desheredados. Lo hizo visitar también los hospitales y las cárceles.
Deseando hacer la carrera eclesiástica, y dado que su familia podía permitirse pagarle el viaje y los estudios en París, se trasladó allí para cursar los estudios teológicos en el Studium o escuela de la catedral, de donde surgió la famosa universidad de la Sorbona en 1206. París era el centro intelectual de Europa y Francia, la plataforma principal para organizar las cruzadas.
Estudió y enseñó teología bajo la dirección del maestro italiano Guillermo Prevostino. Autores del siglo XIII llamaron a Juan «magister theologus» (maestro teólogo), lo cual alude al hecho de que, con el título académico correspondiente, durante algún tiempo fue también profesor de teología (años 1190-1193).
Estudiando teología en París, se consolidó su deseo, ya despuntado en su juventud, de entrar en alguna orden religiosa. Algunas circunstancias que influyeron en su vocación fueron el intenso ambiente religioso de la época (época de cristiandad), particularmente en Provenza; los estudios eclesiásticos en sí; la relación con los monjes de la abadía de San Víctor de París; el conocimiento directo de una sociedad esclavista y del acoso de los musulmanes a los países cristianos europeos. 
La guerra santa de los musulmanes frente a las cruzadas de los cristianos daba origen a un intenso tráfico de esclavos. Los ataques de tropas musulmanas a países cristianos, sobre todo en las costas mediterráneas, dejaban como resultado miles y miles de cautivos en Palestina, norte de África, España, etc. En 1187 Saladino, «látigo de los cristianos», venció a las tropas cristianas en Hattin y tomó Jerusalén arrasando templos y monasterios (solo respetó el Santo Sepulcro). Esta catástrofe resonó con fuerza en París.
La caída de Jerusalén motivó la organización de la tercera cruzada (1189-1192), en la que participaron todos los monarcas del Sacro Romano Imperio, entre ellos, Felipe Augusto (Francia), Ricardo Corazón de León (Inglaterra) y Federico Barbarroja (Alemania). Por aquellos años se registró en España la invasión de 300 000 bereberes almohades, que suplantaron a los almorávides y amenazaron a ciudades importantes como Toledo (1195).

## Fundación de la Orden Trinitaria
Un relato anónimo de la primera mitad del siglo XIII cuenta la visión que tuvo Juan de Mata el 28 de enero de 1193: «Juan invitó a su primera misa al obispo de París, al abad de San Víctor y a Prevostino, que había sido su maestro. En el momento central de la misa suplicó al Señor que, si era su voluntad, le mostrase en qué orden religiosa podía ingresar con toda seguridad. Y elevando los ojos al cielo, se le apareció el mismo Señor sosteniendo en sus manos a dos hombres encadenados por las tibias: uno negro, y el otro blanco y pálido». 

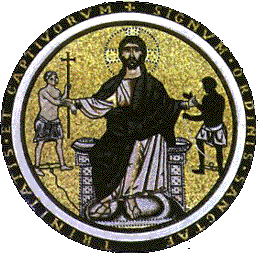
Mosaico de Santo Tomás in Formis

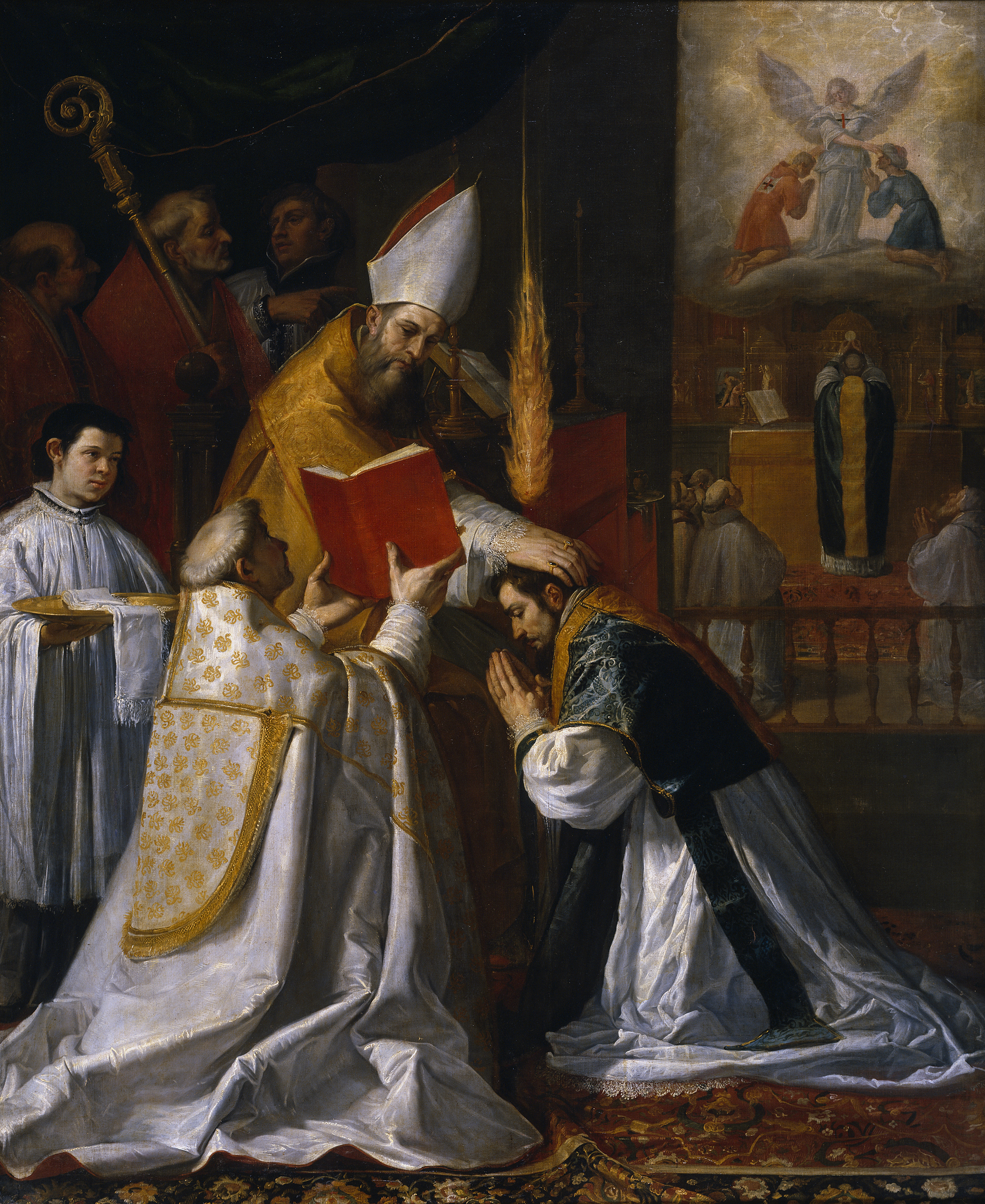
Vicente Carducho: Ordenación y primera misa de san Juan de Mata, Museo del Prado.

Juan de Mata interpreta esta visión como un llamado de Dios a fundar una nueva orden religiosa para ocuparse del rescate de los cautivos, él mismo mandó colocar en 1210 
un mosaico circular en la fachada principal del hospital de Santo Tomás in Formis en Roma, que aún hoy existe. En él vemos a Cristo Pantocrator con dos hombres a los lados cogidos de los brazos (uno negro y el otro blanco). Desde entonces este es el sello de la Orden de la Santísima Trinidad.
Percibida la llamada divina, Juan se retiró a meditar y rezar para comprender mejor su misión, a un lugar solitario y boscoso, distante unos 80 kilómetros de París, llamado Cerfroid (Ciervo Frío). Allí encontró a un grupo de cuatro ermitaños, a los que contó su experiencia de la primera misa y su plan de fundar una orden religiosa. El principal de estos ermitaños era Félix de Valois. Todos ellos se le unieron en su proyecto fundacional. En 1194 creó en el mismo lugar de Cerfroid la primera comunidad de trinitarios. En seguida, gracias a algunas donaciones de terrenos y nuevos discípulos, fundó otras dos casas. 
Considerando que, para dedicarse al rescate de cautivos en muchos países, necesitaba el apoyo del Papa, Juan de Mata acudió en 1198 a Roma para someter al juicio de Inocencio III su plan y la Regla que había compuesto para la nueva orden. Dicho Papa, después de examinar atentamente el asunto y hacer algunas consultas al obispo de París y al abad de San Víctor (París), aprobó la Regla de san Juan de Mata con una bula del 17 de diciembre de 1198.
Entre otras bulas de apoyo que obtuvo del Papa, Juan consiguió también una carta de Inocencio III (8 de marzo de 1199) dirigida al rey de Marruecos, con la que le presentaba a los trinitarios y su misión de ocuparse de los cautivos. Por los meses de abril y mayo de ese año el propio Juan llevó la carta al rey de Marruecos y realizó la primera redención de cautivos, trasladándolos a Marsella.

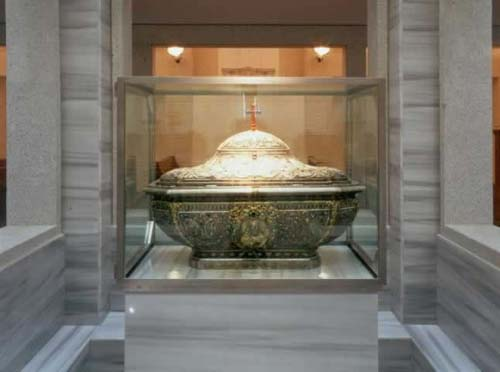
Urna con los restos del santo. Iglesia de San Juan de Mata, Salamanca (España)

Luego el Santo se dedicó a fundar varias casas en el sur de Francia (la más importante, la de Marsella), para organizar mejor las expediciones redentoras. Buscaba la cercanía a las líneas musulmanas y a los grandes puertos de mar para realizar mejor la misión redentora. Fundó también varias casas en España, que estaba medio invadida por los moros: Avingaña (Lérida), Toledo, Segovia, Burgos... Al mismo tiempo mandaba grupos de trinitarios al norte de África, a Valencia, a Granada, a Palestina y Oriente Medio, etc., a rescatar cautivos. En Oriente Medio prestaron también su asistencia espiritual a los cruzados y establecieron cuatro casas (San Juan de Acre, Cesarea, Beirut y Jafa). A él mismo se atribuyen dos redenciones efectuadas en 1207-1208: en Córdoba y Valencia.
En 1208 Inocencio III donó a Juan de Mata una gran casa, que había sido antes abadía cisterciense, en Roma, cerca del Coliseo: Santo Tomás in Formis, que el Santo convirtió enseguida en hospital para acoger y curar a los cautivos. Allí puso, como hemos dicho, el mosaico que refleja plásticamente la misión principal de los trinitarios. En esta casa de Roma murió Juan de Mata el 17 de diciembre de 1213.
Dejaba una treintena de casas o comunidades de trinitarios. En la mayor parte de ellas puso también hospitales, donde los religiosos atendían no solo a los cautivos liberados (que, antes de ser devueltos a sus familias, necesitaban recuperarse físicamente), sino también a los pobres y enfermos indigentes del lugar donde residían.
En la actualidad, los restos del santo reposan en la iglesia parroquial de San Juan de Mata en la ciudad de Salamanca.

## Canonización
Juan de Mata fue venerado por los trinitarios como padre y ejemplo de vida desde el siglo XIII, pero fue en el siglo XVII cuando, en conformidad con una serie de nuevas disposiciones sobre la veneración de los santos decretadas por el papa Urbano VIII, se instruyeron en Roma, Burgos y Madrid los procesos canónicos de cultu ab immemorabili (acerca del culto inmemorial) tributado a Juan de Mata y a Félix de Valois, su principal colaborador.
Y así, tras esos procesos, Alejandro VII, con bula del 21 de octubre de 1666, reconoció oficialmente (lo cual equivale a una canonización) el culto inmemorial tributado a Juan de Mata, fundador de la Orden de la Santísima Trinidad. Luego, el papa Clemente IX, aprobó su misa y oficio propios. Clemente X, al inscribir el nombre del Santo en el martirologio romano (1670), fijó su fiesta el 17 de diciembre.